# Чемпионат мира по хоккею с мячом 2012
32-й Чемпионат мира по хоккею с мячом прошёл в Казахстане на высокогорном катке Медео и в городе Алма-Ате с 29 января по 5 февраля 2012 года.
Право на проведение чемпионата мира было предоставлено Казахстану 28 января 2011 года на очередном конгрессе Международной федерации бенди, который проходил в Казани.
Организаторы планировали, что в чемпионате примут участие 15 сборных, но перед самым началом турнира команда Монголии отказалась от турнира из-за финансовых трудностей. Таким образом в первенстве мира приняли участие 14 команд, что является рекордом. Чемпионом мира в одиннадцатый раз стала сборная Швеции.

## Команды-участницы

Страны, участвовавшие в чемпионате мира.

В группе А сыграли сборные: Казахстан (организатор), России, Швеции, Финляндии, Норвегии и США, которые вели борьбу за медали.
В группе B сыграли сборные: Канады, Латвии, Нидерландов, Венгрии и Белоруссии, которые вели спор за выход в сильнейшую группу.
В группе C сыграли сборные: Эстонии, Японии и Кыргызстана, которые вели спор за выход в группу B.

## Регламент
Четырнадцать команд по итогам выступления на прошлом чемпионате мира были разделены на три группы. Главной отличительной особенностью чемпионата мира 2012 года стало новое положение, согласно которому отменяются стыковые матчи: команды, занявшие последнее место в группах А и В, напрямую получают понижение в классе, а сборные, ставшие первыми в группа В и С, автоматически получают право на выступление на следующем чемпионате мира в более высоком дивизионе.
В группе А, сильнейшем дивизионе чемпионата, играет шесть команд. На групповой стадии каждая сборная проведёт по одному матчу с соперниками по группе. Команды, занявшие первые четыре места, выходят в плей-офф, где на полуфинальной стадии провели по одному матчу: команда, ставшая первой в группе сыграет со сборной, занявшей четвёртое место, а команды занявшие второе и третье места, соответственно, померятся силами между собой. Команды, выигравшие в полуфинальных матчах, сыграют в финальной игре, победитель которой станет чемпионом. Сборные, проигравшие в полуфиналах, разыграют между собой бронзовые медали в матче за третье место. Команда, в групповом этапе занявшая последнее место, в следующем чемпионате мира в Норвегии будет играть в группе В.
В группе В также должны были выступить шесть сборных. Каждая из них должна провести по одному матчу с соперниками по группе. Команда, занявшая первое место в группе В, на чемпионате мира 2013 года будет играть в группе А, а сборная, которая покажет худший результат — в группе С. Для определения восьмой команды чемпионата сборные, занявшие второе место и третье места в группе В сыграли между собой. В матче за 10 место сыграли сборные, занявшие четвёртое и пятое места. Сборная, занявшая последнее шестое место, на следующем чемпионате будет выступать в группе С. Однако, перед самым началом турнира сборная Монголии отказалась от участия в первенстве; число команд в группе В оставили неизменным и все участвующие сборные на следующем первенстве мира сохранили места во втором по силе дивизионе мирового хоккея с мячом.
В группе С, слабейшем дивизионе чемпионата, сыграли три сборные. Каждая команда провела по два матча с соперником по группе, причём каждой сборной согласно расписанию пришлось в один из игровых дней сыграть дважды. Лучшая команда по итогам группового турнира получила право на чемпионате мира 2013 года сыграть в группе В. Сборные, занявшие второе и третье места в группе, сыграли в матче за 13 место.

## Стадионы
Чемпионат мира прошёл на двух стадионах. На арене «Медео» состоялись матчи группы «А» — сильнейшего дивизиона чемпионата мира, а также полуфинальные игры, матч за 3-е место и финал. Запасное поле стадиона «Центральный» в Алма-Ате, которое накануне мирового первенства подверглось основательной реконструкции, принял соревнования в группах В и С, а также классификационные матчи команд этих групп.
В целях популяризации хоккея с мячом среди казахстанского населения организаторы назначили символическую цену на билеты на матчи элитного дивизиона на стадионе «Медео» — 200 тенге (только финал будет стоить дороже — 500 тенге = $3,3). А встречи, которые прошли на запасном поле Центрального стадиона Алма-Аты, зрители смогли посмотреть вообще бесплатно.

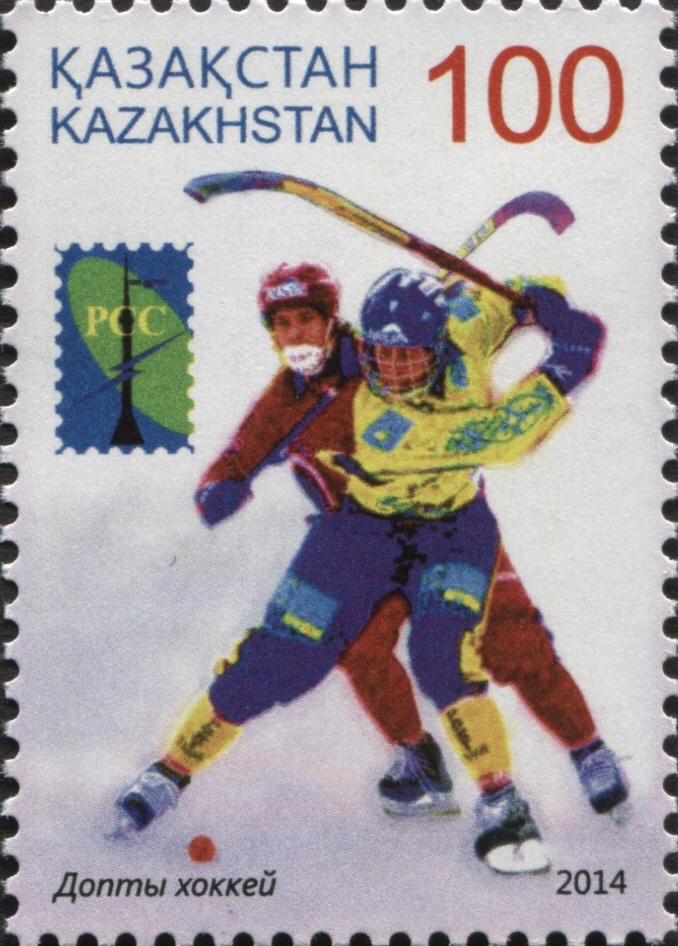
Почтовая марка Казахстана, посвящённая хоккею с мячом, 2014

| Алма-Ата                 | Алма-Ата                              |
| ------------------------ | ------------------------------------- |
| Медео                    | Центральный (запасное поле)           |
| группа А, матчи плей-офф | группы В и С, классификационные матчи |
|                          |                                       |

## Группа А

### Турнирная таблица
| Место | Сборная   | И | В | Н | П | М     | +/- | Очки |
| ----- | --------- | - | - | - | - | ----- | --- | ---- |
| 1     | Россия    | 5 | 5 | 0 | 0 | 54—16 | 38  | 10   |
| 2     | Швеция    | 5 | 4 | 0 | 1 | 49—7  | 42  | 8    |
| 3     | Казахстан | 5 | 3 | 0 | 2 | 40—25 | 15  | 6    |
| 4     | Финляндия | 5 | 2 | 0 | 3 | 22—30 | −8  | 4    |
| 5     | Норвегия  | 5 | 1 | 0 | 4 | 10—47 | −37 | 2    |
| 6     | США       | 5 | 0 | 0 | 5 | 10—60 | −50 | 0    |

Легенда
 Команды попавшие в плей-офф
 Команда, переходящая в группу В чемпионата мира 2013 года

#### Матчи группового этапа
| 29 января | \| Швеция \| 12:0 (6:0) Протокол \| Финляндия \| \| Бергстрём (7), Эдлинг (10,47,79), Миккельссон (16, 43), Берлин (38), Андерссон (40), Эриксон (64, 72 — оба с 12-метрового), Люфстед (73, 85). \| Голы \| \| | Стадион: Медео Зрителей: 2500 Судья: Игорь Иванов |
| Швеция | 12:0 (6:0) Протокол | Финляндия                                         |
| Бергстрём (7), Эдлинг (10,47,79), Миккельссон (16, 43), Берлин (38), Андерссон (40), Эриксон (64, 72 — оба с 12-метрового), Люфстед (73, 85). | Голы |                                                   |

| Швеция | 12:0 (6:0) Протокол | Финляндия |
| Бергстрём (7), Эдлинг (10,47,79), Миккельссон (16, 43), Берлин (38), Андерссон (40), Эриксон (64, 72 — оба с 12-метрового), Люфстед (73, 85). | Голы                |           |

| 29 января | \| Россия \| 19:3 (12:3) Протокол \| США \| \| Максимов Иван (2, 33), Ломанов (10, 16, 35), Тюкавин (15), Ишкельдин (21, 89), Толстихин (23, 64), Рязанцев (34, 39, 44), Свешников (35), Иванушкин (50, 58, 65), Доровских (52, 86) \| Голы \| Байерс (30), Кеселей (32), Ричардсон (42) \| | Стадион: Медео Зрителей: 1000 Судья: Ханс-Петер Свенссен |
| Россия | 19:3 (12:3) Протокол | США                                                      |
| Максимов Иван (2, 33), Ломанов (10, 16, 35), Тюкавин (15), Ишкельдин (21, 89), Толстихин (23, 64), Рязанцев (34, 39, 44), Свешников (35), Иванушкин (50, 58, 65), Доровских (52, 86) | Голы | Байерс (30), Кеселей (32), Ричардсон (42)                |

| Россия | 19:3 (12:3) Протокол | США                                       |
| Максимов Иван (2, 33), Ломанов (10, 16, 35), Тюкавин (15), Ишкельдин (21, 89), Толстихин (23, 64), Рязанцев (34, 39, 44), Свешников (35), Иванушкин (50, 58, 65), Доровских (52, 86) | Голы                 | Байерс (30), Кеселей (32), Ричардсон (42) |

| 29 января | \| Казахстан \| 10:1 (5:1) Протокол \| Норвегия \| \| Исалиев (19, 36, 75, 86), Почкунов (22, 43, 70, 82), Бронников(41, 57) Нереализованный 12- метровый: Бронников \| Голы \| Валлер (40) \| | Стадион: Медео Зрителей: 1700 Судья: Андрей Токмаков |
| Казахстан | 10:1 (5:1) Протокол | Норвегия                                             |
| Исалиев (19, 36, 75, 86), Почкунов (22, 43, 70, 82), Бронников(41, 57) Нереализованный 12- метровый: Бронников | Голы | Валлер (40)                                          |

| Казахстан | 10:1 (5:1) Протокол | Норвегия    |
| Исалиев (19, 36, 75, 86), Почкунов (22, 43, 70, 82), Бронников(41, 57) Нереализованный 12- метровый: Бронников | Голы                | Валлер (40) |

| 30 января | \| Россия \| 5:4 (2:0) Протокол \| Финляндия \| \| Россия (13 — автогол), Иванушкин (24), Ломанов (52, 81), Свешников (56) Нереализованный 12-метровый: Иванушкин (23) \| Голы \| Луккарила (74 — с 12-метрового), Аалтонен (77, 82), Кумпойа (88) Нереализованный 12- метровый: Экман (12) \| | Стадион: Медео Зрителей: 200 Судья: Петер Эрлунд                                                          |
| Россия | 5:4 (2:0) Протокол | Финляндия                                                                                                 |
| Россия (13 — автогол), Иванушкин (24), Ломанов (52, 81), Свешников (56) Нереализованный 12-метровый: Иванушкин (23) | Голы | Луккарила (74 — с 12-метрового), Аалтонен (77, 82), Кумпойа (88) Нереализованный 12- метровый: Экман (12) |

| Россия | 5:4 (2:0) Протокол | Финляндия                                                                                                 |
| Россия (13 — автогол), Иванушкин (24), Ломанов (52, 81), Свешников (56) Нереализованный 12-метровый: Иванушкин (23) | Голы               | Луккарила (74 — с 12-метрового), Аалтонен (77, 82), Кумпойа (88) Нереализованный 12- метровый: Экман (12) |

| 30 января                                                              | \| Норвегия \| 0:11 (0:6) Протокол \| Швеция \| \| Нереализованные 12-метровые: Аустад (14), Лёйнинг (82) (оба — вратарь) \| Голы \| Берлин (1), Эриксон (9 — с 12-метрового), Миккельссон (12, 22, 37, 61, 76), Энглунд (28), Хельмюрс (53), Бергстрём (54), Люфстед (87) \| | Стадион: Медео Зрителей: 200 Судья: Юха-Матти Канниайнен                                                                              |
| Норвегия                                                               | 0:11 (0:6) Протокол | Швеция |
| Нереализованные 12-метровые: Аустад (14), Лёйнинг (82) (оба — вратарь) | Голы | Берлин (1), Эриксон (9 — с 12-метрового), Миккельссон (12, 22, 37, 61, 76), Энглунд (28), Хельмюрс (53), Бергстрём (54), Люфстед (87) |

| Норвегия                                                               | 0:11 (0:6) Протокол | Швеция |
| Нереализованные 12-метровые: Аустад (14), Лёйнинг (82) (оба — вратарь) | Голы                | Берлин (1), Эриксон (9 — с 12-метрового), Миккельссон (12, 22, 37, 61, 76), Энглунд (28), Хельмюрс (53), Бергстрём (54), Люфстед (87) |

| 30 января                                  | \| США \| 3:13 (1:6) Протокол \| Казахстан \| \| Саватске (25), Хосфилд (49), Сандберг (55) \| Голы \| Почкунов (3, 76), Насонов(14, 41 — с 12-метрового), Мороков (35, 47), Завидовский (36), Бронников (39, 67, 88), Исалиев (51), Бедарев (71, 83) \| | Стадион: Медео Зрителей: 1200 Судья: Григорий Минаев                                                                                           |
| США                                        | 3:13 (1:6) Протокол | Казахстан |
| Саватске (25), Хосфилд (49), Сандберг (55) | Голы | Почкунов (3, 76), Насонов(14, 41 — с 12-метрового), Мороков (35, 47), Завидовский (36), Бронников (39, 67, 88), Исалиев (51), Бедарев (71, 83) |

| США                                        | 3:13 (1:6) Протокол | Казахстан |
| Саватске (25), Хосфилд (49), Сандберг (55) | Голы                | Почкунов (3, 76), Насонов(14, 41 — с 12-метрового), Мороков (35, 47), Завидовский (36), Бронников (39, 67, 88), Исалиев (51), Бедарев (71, 83) |

| 31 января | \| Финляндия \| 7:1 (2:1) Протокол \| США \| \| Хилтунен (25 — с 12-метрового), Луккарила (32), Ринтала (61), Кумпойа (72), Рюткёнен (79), Аарни (84), Экман (86) Нереализованные 12- метровые: Хилтунен (39), Рюткёнен (50) \| Голы \| Хосфилд (9) \| | Стадион: Медео Зрителей:1500 Судья: Ханс-Петер Свенссен |
| Финляндия | 7:1 (2:1) Протокол | США                                                     |
| Хилтунен (25 — с 12-метрового), Луккарила (32), Ринтала (61), Кумпойа (72), Рюткёнен (79), Аарни (84), Экман (86) Нереализованные 12- метровые: Хилтунен (39), Рюткёнен (50) | Голы | Хосфилд (9)                                             |

| Финляндия | 7:1 (2:1) Протокол | США         |
| Хилтунен (25 — с 12-метрового), Луккарила (32), Ринтала (61), Кумпойа (72), Рюткёнен (79), Аарни (84), Экман (86) Нереализованные 12- метровые: Хилтунен (39), Рюткёнен (50) | Голы               | Хосфилд (9) |

| 31 января | \| Россия \| 16:1 (9:1) Протокол \| Норвегия \| \| Ломанов (3), Доровских (6), Рязанцев (8, 10, 37), Максимов Иван (14, 74), Ишкельдин (15), Иванушкин (23 — с 12-метрового, 25, 49, 52, 53), Савельев (50), Викулин (56, 65) \| Голы \| Люстад (36) \| | Стадион: Медео Зрителей:300 Судья: Петер Эрлунд |
| Россия | 16:1 (9:1) Протокол | Норвегия                                        |
| Ломанов (3), Доровских (6), Рязанцев (8, 10, 37), Максимов Иван (14, 74), Ишкельдин (15), Иванушкин (23 — с 12-метрового, 25, 49, 52, 53), Савельев (50), Викулин (56, 65) | Голы | Люстад (36)                                     |

| Россия | 16:1 (9:1) Протокол | Норвегия    |
| Ломанов (3), Доровских (6), Рязанцев (8, 10, 37), Максимов Иван (14, 74), Ишкельдин (15), Иванушкин (23 — с 12-метрового, 25, 49, 52, 53), Савельев (50), Викулин (56, 65) | Голы                | Люстад (36) |

| 31 января      | \| Казахстан \| 1:9 (0:5) Протокол \| Швеция \| \| Бронников (57) \| Голы \| Эриксон (11 и 82 — с 12-метровых, 19), Хельмюрс (23), Андерссон (27, 52), Миккельссон (41, 90), Бергстрём (50) \| | Стадион: Медео Зрителей: 3000 Судья: Юха-Матти Канниайнен                                                      |
| Казахстан      | 1:9 (0:5) Протокол | Швеция |
| Бронников (57) | Голы | Эриксон (11 и 82 — с 12-метровых, 19), Хельмюрс (23), Андерссон (27, 52), Миккельссон (41, 90), Бергстрём (50) |

| Казахстан      | 1:9 (0:5) Протокол | Швеция |
| Бронников (57) | Голы               | Эриксон (11 и 82 — с 12-метровых, 19), Хельмюрс (23), Андерссон (27, 52), Миккельссон (41, 90), Бергстрём (50) |

| 1 февраля                                                                                            | \| Финляндии \| 7:2 (3:1) Протокол \| Норвегия \| \| Рюткёнен (2), Кумпойа (14), Аалтонен (41, 75), Луккарила (65 и 66 — оба с 12-метровых), Ларссон (79) \| Голы \| Аустад (12), Люстад (62) \| | Стадион: Медео Зрителей: 200 Судья: Игорь Иванов |
| Финляндии                                                                                            | 7:2 (3:1) Протокол | Норвегия                                         |
| Рюткёнен (2), Кумпойа (14), Аалтонен (41, 75), Луккарила (65 и 66 — оба с 12-метровых), Ларссон (79) | Голы | Аустад (12), Люстад (62)                         |

| Финляндии                                                                                            | 7:2 (3:1) Протокол | Норвегия                 |
| Рюткёнен (2), Кумпойа (14), Аалтонен (41, 75), Луккарила (65 и 66 — оба с 12-метровых), Ларссон (79) | Голы               | Аустад (12), Люстад (62) |

| 1 февраля | \| Швеция \| 15:0 (8:0) Протокол \| США \| \| Вест (8), Бергстрём (14), Люфстед (17), Андерссон (22, 37, 40, 83, 84), Берлин (34, 79), Эсплунд (38), Сэфстрём (48, с 12-метрового), Эдлинг (76, 87), Миккельссон (82) \| Голы \| Нереализованный 12-метровый: Ричардсон (81) \| | Стадион: Медео Зрителей: 200 Судья: Андрей Токмаков |
| Швеция | 15:0 (8:0) Протокол | США                                                 |
| Вест (8), Бергстрём (14), Люфстед (17), Андерссон (22, 37, 40, 83, 84), Берлин (34, 79), Эсплунд (38), Сэфстрём (48, с 12-метрового), Эдлинг (76, 87), Миккельссон (82) | Голы | Нереализованный 12-метровый: Ричардсон (81)         |

| Швеция | 15:0 (8:0) Протокол | США                                         |
| Вест (8), Бергстрём (14), Люфстед (17), Андерссон (22, 37, 40, 83, 84), Берлин (34, 79), Эсплунд (38), Сэфстрём (48, с 12-метрового), Эдлинг (76, 87), Миккельссон (82) | Голы                | Нереализованный 12-метровый: Ричардсон (81) |

| 1 февраля | \| Россия \| 8:6 (4:4) Протокол \| Казахстан \| \| Рязанцев (23), Свешников (30, 34), Доровских (34), Ломанов (66 — с 12-метрового), Толстихин (71, 73), Иванушкин (77) \| Голы \| Исалиев (2), Бронников (25 — с 12-метрового), Почкунов (36, 38, 57), Насонов (76), \| | Стадион: Медео Зрителей: 2000 Судья: Хокан Шёстен                                  |
| Россия | 8:6 (4:4) Протокол | Казахстан                                                                          |
| Рязанцев (23), Свешников (30, 34), Доровских (34), Ломанов (66 — с 12-метрового), Толстихин (71, 73), Иванушкин (77) | Голы | Исалиев (2), Бронников (25 — с 12-метрового), Почкунов (36, 38, 57), Насонов (76), |

| Россия | 8:6 (4:4) Протокол | Казахстан                                                                          |
| Рязанцев (23), Свешников (30, 34), Доровских (34), Ломанов (66 — с 12-метрового), Толстихин (71, 73), Иванушкин (77) | Голы               | Исалиев (2), Бронников (25 — с 12-метрового), Почкунов (36, 38, 57), Насонов (76), |

| 2 февраля                                  | \| США \| 3:6 (1:3) Протокол \| Норвегия \| \| Сандберг (34), Хосфилд (84), Саватске (85) \| Голы \| Лёйнинг (5), Люстад (7, 24 — с 12-метрового), Аустад (63, 90 — с 12-метрового), Енсен (83) Нереализованный 12-метровый: Люстад (78) \| | Стадион: Медео Зрителей: 200 Судья: Игорь Иванов                                                                                    |
| США                                        | 3:6 (1:3) Протокол | Норвегия |
| Сандберг (34), Хосфилд (84), Саватске (85) | Голы | Лёйнинг (5), Люстад (7, 24 — с 12-метрового), Аустад (63, 90 — с 12-метрового), Енсен (83) Нереализованный 12-метровый: Люстад (78) |

| США                                        | 3:6 (1:3) Протокол | Норвегия |
| Сандберг (34), Хосфилд (84), Саватске (85) | Голы               | Лёйнинг (5), Люстад (7, 24 — с 12-метрового), Аустад (63, 90 — с 12-метрового), Енсен (83) Нереализованный 12-метровый: Люстад (78) |

| 2 февраля | \| Казахстан \| 10:4 (5:1) Протокол \| Финляндия \| \| Мороков (6), Маркин (20), Насонов (30 — с 12-метрового), Шадрин (31, 61), Бедарев (36), Бронников (60 — с 12-метрового), Нугманов (60), Почкунов (73), Исалиев (79 — с 12-метрового) \| Голы \| Рюткёнен (23), Луккарила (66 — с 12-метрового, 71), Хауска (88) \| | Стадион: Медео Зрителей: 1500 Судья: Петер Эрлунд               |
| Казахстан | 10:4 (5:1) Протокол | Финляндия                                                       |
| Мороков (6), Маркин (20), Насонов (30 — с 12-метрового), Шадрин (31, 61), Бедарев (36), Бронников (60 — с 12-метрового), Нугманов (60), Почкунов (73), Исалиев (79 — с 12-метрового) | Голы | Рюткёнен (23), Луккарила (66 — с 12-метрового, 71), Хауска (88) |

| Казахстан | 10:4 (5:1) Протокол | Финляндия                                                       |
| Мороков (6), Маркин (20), Насонов (30 — с 12-метрового), Шадрин (31, 61), Бедарев (36), Бронников (60 — с 12-метрового), Нугманов (60), Почкунов (73), Исалиев (79 — с 12-метрового) | Голы                | Рюткёнен (23), Луккарила (66 — с 12-метрового, 71), Хауска (88) |

| 2 февраля                                                               | \| Швеция \| 2:6 (2:3) Протокол \| Россия \| \| Эриксон (18), Бергстрём (33), Нереализованный 12-метровый: Эриксон (33) \| Голы \| Ломанов (15, 52 и 36 — оба с 12-метрового), Рязанцев (20), Свешников (59). Иванушкин (89) \| | Стадион: Медео Зрителей: 1500 Судья: Юха-Матти Канниайнен                                 |
| Швеция                                                                  | 2:6 (2:3) Протокол | Россия                                                                                    |
| Эриксон (18), Бергстрём (33), Нереализованный 12-метровый: Эриксон (33) | Голы | Ломанов (15, 52 и 36 — оба с 12-метрового), Рязанцев (20), Свешников (59). Иванушкин (89) |

| Швеция                                                                  | 2:6 (2:3) Протокол | Россия                                                                                    |
| Эриксон (18), Бергстрём (33), Нереализованный 12-метровый: Эриксон (33) | Голы               | Ломанов (15, 52 и 36 — оба с 12-метрового), Рязанцев (20), Свешников (59). Иванушкин (89) |

### Плей-офф
|  | Полуфинал                      | Полуфинал |                                |       | Финал | Финал |
|  |                                |           |                                |       |       |       |
|  | 04 февраля 2012, Стадион Медео |           |                                |       |       |       |
|  |                                |           |                                |       |       |       |
|  | Россия                         | 6         |                                |       |       |       |
|  | Россия                         | 6         | 05 февраля 2012, Стадион Медео |       |       |       |
|  | Финляндия                      | 4         |                                |       |       |       |
|  | Финляндия                      | 4         | Россия                         | 4     |       |       |
|  | 04 февраля 2012, Стадион Медео |           | Россия                         | 4     |       |       |
|  |                                | Швеция    | 5                              |       |       |       |
|  | Швеция                         | Швеция    | 5                              | 5 (П) |       |       |
|  | Швеция                         |           |                                | 5 (П) |       |       |
|  | Казахстан                      | 4         |                                |       |       |       |
|  | Казахстан                      | 4         | Матч за 3-е место              |       |       |       |
|  |                                |           |                                |       |       |       |
|  | 05 февраля 2012, Стадион Медео |           |                                |       |       |       |
|  |                                |           |                                |       |       |       |
|  | Финляндия                      | 5         |                                |       |       |       |
|  | Финляндия                      | 5         |                                |       |       |       |
|  | Казахстан                      | 10        |                                |       |       |       |

#### Полуфиналы
| 4 февраля                                                                                      | \| Россия \| 6:4 (1:1,2:0,3:3) Протокол \| Финляндия \| \| Максимов Иван (6), Доровских(45), Иванушкин (56), Свешников (61), Толстихин (67), Ломанов (68) \| Голы \| Рюткенен (25), Кумпойа (72), Аалтонен (73), Ларссон (85) Нереализованный пенальти: Луккарила (11) \| | Стадион: Медео Зрителей: 3500 Судья: Хокан Шёстен                                                 |
| Россия                                                                                         | 6:4 (1:1,2:0,3:3) Протокол | Финляндия                                                                                         |
| Максимов Иван (6), Доровских(45), Иванушкин (56), Свешников (61), Толстихин (67), Ломанов (68) | Голы | Рюткенен (25), Кумпойа (72), Аалтонен (73), Ларссон (85) Нереализованный пенальти: Луккарила (11) |

| Россия                                                                                         | 6:4 (1:1,2:0,3:3) Протокол | Финляндия                                                                                         |
| Максимов Иван (6), Доровских(45), Иванушкин (56), Свешников (61), Толстихин (67), Ломанов (68) | Голы                       | Рюткенен (25), Кумпойа (72), Аалтонен (73), Ларссон (85) Нереализованный пенальти: Луккарила (11) |

| 4 февраля                                                | \| Швеция \| 4:4 (1:1, 0:2, 3:1, 0:0—OT) Послематчевые пенальти 6:5 Протокол \| Казахстан \| \| Берлин (25), Эриксон (61), Андерссон (84), Сафстрём (90) \| Голы \| Насонов (4, 77), Бронников (41, 55 — с 12-метрового) \| | Стадион: Медео Зрителей: 4000 Судья: Андрей Токмаков Казахстан подал протест в связи с участием в матче незаявленного игрока Даниэля Моссберга, но FIB ограничилась формальным штрафом 2500 евро, вместо положенной дисквалификации сборной Швеции. Так же по итогу матча была много нареканий по поводу судейства, что также осталось без внимания. |
| Швеция                                                   | 4:4 (1:1, 0:2, 3:1, 0:0—OT) Послематчевые пенальти 6:5 Протокол | Казахстан |
| Берлин (25), Эриксон (61), Андерссон (84), Сафстрём (90) | Голы | Насонов (4, 77), Бронников (41, 55 — с 12-метрового) |

| Швеция                                                   | 4:4 (1:1, 0:2, 3:1, 0:0—OT) Послематчевые пенальти 6:5 Протокол | Казахстан                                            |
| Берлин (25), Эриксон (61), Андерссон (84), Сафстрём (90) | Голы                                                            | Насонов (4, 77), Бронников (41, 55 — с 12-метрового) |

#### Матч за 3-е место
| 5 февраля                                         | \| Финляндия \| 5:10 (2:4) Протокол \| Казахстан \| \| Ринтала (22, 64), Кумпойя (42), Аалтонен (87, 90) \| Голы \| Бронников (9, 56), Бедарев (26), Завидовский (34), Почкунов (43, 62), Маркин (50, 89), Исалиев (67, 83) \| | Стадион: Медео Зрителей:3200 Судья: Петер Эрлунд                                                        |
| Финляндия                                         | 5:10 (2:4) Протокол | Казахстан                                                                                               |
| Ринтала (22, 64), Кумпойя (42), Аалтонен (87, 90) | Голы | Бронников (9, 56), Бедарев (26), Завидовский (34), Почкунов (43, 62), Маркин (50, 89), Исалиев (67, 83) |

| Финляндия                                         | 5:10 (2:4) Протокол | Казахстан                                                                                               |
| Ринтала (22, 64), Кумпойя (42), Аалтонен (87, 90) | Голы                | Бронников (9, 56), Бедарев (26), Завидовский (34), Почкунов (43, 62), Маркин (50, 89), Исалиев (67, 83) |

#### Финал
| 5 февраля                              | \| Россия \| 4:5 (2:2) Протокол \| Швеция \| \| Свешников (20), Иванушкин (23, 57, 60) \| Голы \| Люфстед (7), Эсплунд (44), Моссберг (70, 76), Берлин (78) \| | Стадион: Медео Зрителей: 5500 Судья: Юха-Матти Канниайнен |
| Россия                                 | 4:5 (2:2) Протокол | Швеция                                                    |
| Свешников (20), Иванушкин (23, 57, 60) | Голы | Люфстед (7), Эсплунд (44), Моссберг (70, 76), Берлин (78) |

| Россия                                 | 4:5 (2:2) Протокол | Швеция                                                    |
| Свешников (20), Иванушкин (23, 57, 60) | Голы               | Люфстед (7), Эсплунд (44), Моссберг (70, 76), Берлин (78) |

### Итоговое положение
| Условные обозначения |

|  | Команда — чемпион мира                                                   |
|  | Команда — серебряный призёр                                              |
|  | Команда — бронзовый призёр                                               |
|  | Команда, переходящая в турнир «В» чемпионата мира по хоккею с мячом 2013 |

| Первое место | Швеция    |
| Второе место | Россия    |
| Третье место | Казахстан |
| 4.           | Финляндия |
| 5.           | Норвегия  |
| 6.           | США       |

### Лучшие игроки чемпионата
Журналисты определили лучших игроков завершившегося в Казахстане чемпионата мира по хоккею с мячом
Лучший игрок — Сергей Ломанов (Россия)
Лучший вратарь — Андрей Рейн (Казахстан)
Лучший защитник — Андреас Вест (Швеция)
Лучший полузащитник — Михаил Свешников (Россия)
Лучший нападающий — Сергей Ломанов (Россия)
Лучший снайпер — Евгений Иванушкин (14 мячей, Россия)
Лучший бомбардир — Даниэль Андерссон (22 очка, Швеция)

## Группа B

### Турнирная таблица
| Место | Сборная    | И | В | Н | П | М     | +/- | Очки |
| ----- | ---------- | - | - | - | - | ----- | --- | ---- |
| 1     | Белоруссия | 4 | 4 | 0 | 0 | 43—10 | 33  | 8    |
| 2     | Канада     | 4 | 3 | 0 | 1 | 35—10 | 25  | 6    |
| 3     | Венгрия    | 4 | 2 | 0 | 2 | 15—27 | −12 | 4    |
| 4     | Нидерланды | 4 | 1 | 0 | 3 | 10—23 | −13 | 2    |
| 5     | Латвия     | 4 | 0 | 0 | 4 | 9—42  | −33 | 0    |

Легенда
 Команда, переходящая в группу А чемпионата мира 2013 года

### Матчи группового этапа
| 30 января                  | \| Латвия \| 2:6 (0:2) \| Нидерланды \| \| Шанцовой (50), Коклин (79) \| Голы \| Ден Брок (29, 64 — с 12-метрового, 72), Хейнсброк (33), Юрка (69), Ван Динтер (83) \| | Стадион: Центральный (запасное поле) Зрителей: 150 Судья: Игорь Иванов             |
| Латвия                     | 2:6 (0:2) | Нидерланды                                                                         |
| Шанцовой (50), Коклин (79) | Голы | Ден Брок (29, 64 — с 12-метрового, 72), Хейнсброк (33), Юрка (69), Ван Динтер (83) |

| Латвия                     | 2:6 (0:2) | Нидерланды                                                                         |
| Шанцовой (50), Коклин (79) | Голы      | Ден Брок (29, 64 — с 12-метрового, 72), Хейнсброк (33), Юрка (69), Ван Динтер (83) |

| 30 января                                                                                   | \| Белоруссия \| 13:5 (7:1) \| Венгрия \| \| Чернецкий (6, 14, 38, 69, 81, 83), Козлов (8), Хвалько (20, 42, 72, 85, 89), Гарницкий (30) \| Голы \| Кордиш (34), Эмил Надь (71), Хоменко (75 — с 12-метрового), Фекеш (84), Габор Надь (86) \| | Стадион: Центральный (запасное поле) Зрителей: 100 Судья:Хокан Шёстен                   |
| Белоруссия                                                                                  | 13:5 (7:1) | Венгрия                                                                                 |
| Чернецкий (6, 14, 38, 69, 81, 83), Козлов (8), Хвалько (20, 42, 72, 85, 89), Гарницкий (30) | Голы | Кордиш (34), Эмил Надь (71), Хоменко (75 — с 12-метрового), Фекеш (84), Габор Надь (86) |

| Белоруссия                                                                                  | 13:5 (7:1) | Венгрия                                                                                 |
| Чернецкий (6, 14, 38, 69, 81, 83), Козлов (8), Хвалько (20, 42, 72, 85, 89), Гарницкий (30) | Голы       | Кордиш (34), Эмил Надь (71), Хоменко (75 — с 12-метрового), Фекеш (84), Габор Надь (86) |

| 31 января                                 | \| Венгрия \| 4:2 (3:0) \| Латвия \| \| Кордиш (11), Адамфи (36), Полгар (44, 88) \| Голы \| Гаевскис (57), Зиеминс (63) \| | Стадион: Центральный (запасное поле) Зрителей: 200 Судья:Евгений Тютюков |
| Венгрия                                   | 4:2 (3:0) | Латвия                                                                   |
| Кордиш (11), Адамфи (36), Полгар (44, 88) | Голы | Гаевскис (57), Зиеминс (63)                                              |

| Венгрия                                   | 4:2 (3:0) | Латвия                      |
| Кордиш (11), Адамфи (36), Полгар (44, 88) | Голы      | Гаевскис (57), Зиеминс (63) |

| 31 января    | \| Нидерланды \| 1:11 (1:5) \| Канада \| \| Джордан (13) \| Голы \| Гавраилов (5, 29, 32), Эллемент (30, 33), Опытов (49, 55, 81), Пирсон (53), Душеминский (57), Ральф (79) \| | Стадион: Центральный (запасное поле) Зрителей: 250 Судья:Карл-Йохан Виллсен                              |
| Нидерланды   | 1:11 (1:5) | Канада                                                                                                   |
| Джордан (13) | Голы | Гавраилов (5, 29, 32), Эллемент (30, 33), Опытов (49, 55, 81), Пирсон (53), Душеминский (57), Ральф (79) |

| Нидерланды   | 1:11 (1:5) | Канада                                                                                                   |
| Джордан (13) | Голы       | Гавраилов (5, 29, 32), Эллемент (30, 33), Опытов (49, 55, 81), Пирсон (53), Душеминский (57), Ральф (79) |

| 1 февраля      | \| Венгрия \| 1:11 (0:6) \| Канада \| \| Малмстрём (90) \| Голы \| Опытов (5, 20, 29, 34, 51, 67, 85), Эллемент (12), Мазурак (40), Гилмор (47), Гавраилов (66) \| | Стадион: Центральный (запасное поле) Зрителей: 100 Судья: Кевин Боуен                        |
| Венгрия        | 1:11 (0:6) | Канада                                                                                       |
| Малмстрём (90) | Голы | Опытов (5, 20, 29, 34, 51, 67, 85), Эллемент (12), Мазурак (40), Гилмор (47), Гавраилов (66) |

| Венгрия        | 1:11 (0:6) | Канада                                                                                       |
| Малмстрём (90) | Голы       | Опытов (5, 20, 29, 34, 51, 67, 85), Эллемент (12), Мазурак (40), Гилмор (47), Гавраилов (66) |

| 1 февраля | \| Латвия \| 3:19 (1:11) \| Белоруссия \| \| Коклин (30 — с 12-метрового), Вецвагарс (50 — с 12-метрового), Шанцовой (53) Нереализованный пенальти: Грибнов (26) \| Голы \| Хвалько (2, 36, 63, 66, 82), Чернецкий (7, 8, 14, 17 и 58 — с 12-метровых, 23, 41, 51, 61), Козлов (11, 19 — с 12-метрового, 22, 47) Нереализованный пенальти: Зыборев (77) \| | Стадион: Центральный (запасное поле) Зрителей: 100 Судья: Петер Эрлунд |
| Латвия | 3:19 (1:11) | Белоруссия |
| Коклин (30 — с 12-метрового), Вецвагарс (50 — с 12-метрового), Шанцовой (53) Нереализованный пенальти: Грибнов (26) | Голы | Хвалько (2, 36, 63, 66, 82), Чернецкий (7, 8, 14, 17 и 58 — с 12-метровых, 23, 41, 51, 61), Козлов (11, 19 — с 12-метрового, 22, 47) Нереализованный пенальти: Зыборев (77) |

| Латвия | 3:19 (1:11) | Белоруссия |
| Коклин (30 — с 12-метрового), Вецвагарс (50 — с 12-метрового), Шанцовой (53) Нереализованный пенальти: Грибнов (26) | Голы        | Хвалько (2, 36, 63, 66, 82), Чернецкий (7, 8, 14, 17 и 58 — с 12-метровых, 23, 41, 51, 61), Козлов (11, 19 — с 12-метрового, 22, 47) Нереализованный пенальти: Зыборев (77) |

| 2 февраля                               | \| Канада \| 0:6 (0:3) \| Белоруссия \| \| Нереализованный пенальти: Эллемент (47) \| Голы \| Богданович (18), Хвалько (29, 60), Чернецкий (37), Козлов (50, 81) Нереализованные пенальти: Чернецкий (14, 45) \| | Стадион: Центральный (запасное поле) Зрителей: 200 Судья: Григорий Минаев                                       |
| Канада                                  | 0:6 (0:3) | Белоруссия |
| Нереализованный пенальти: Эллемент (47) | Голы | Богданович (18), Хвалько (29, 60), Чернецкий (37), Козлов (50, 81) Нереализованные пенальти: Чернецкий (14, 45) |

| Канада                                  | 0:6 (0:3) | Белоруссия |
| Нереализованный пенальти: Эллемент (47) | Голы      | Богданович (18), Хвалько (29, 60), Чернецкий (37), Козлов (50, 81) Нереализованные пенальти: Чернецкий (14, 45) |

| 2 февраля                                                                                   | \| Венгрия \| 5:1 (2:1) \| Нидерланды \| \| Кордиш (14 — с 12-метрового, 42), Фройко (61), Малмстрём (78 — с 12-метрового), Полгар (81) \| Голы \| Ван Динтер (25) \| | Стадион: Центральный (запасное поле) Зрителей: 100 Судья: Хокан Шёстен |
| Венгрия                                                                                     | 5:1 (2:1) | Нидерланды                                                             |
| Кордиш (14 — с 12-метрового, 42), Фройко (61), Малмстрём (78 — с 12-метрового), Полгар (81) | Голы | Ван Динтер (25)                                                        |

| Венгрия                                                                                     | 5:1 (2:1) | Нидерланды      |
| Кордиш (14 — с 12-метрового, 42), Фройко (61), Малмстрём (78 — с 12-метрового), Полгар (81) | Голы      | Ван Динтер (25) |

| 3 февраля                                                             | \| Белоруссия \| 5:2 (5:2) \| Нидерланды \| \| Чернецкий (9, 16 — с 12-метрового, 21), Хвалько (11), Богданович (31) \| Голы \| Ден Брок (3), Ван Динтер (39) \| | Стадион: Центральный (запасное поле) Зрителей: 100 Судья: Ханс-Петер Свенссен |
| Белоруссия                                                            | 5:2 (5:2) | Нидерланды                                                                    |
| Чернецкий (9, 16 — с 12-метрового, 21), Хвалько (11), Богданович (31) | Голы | Ден Брок (3), Ван Динтер (39)                                                 |

| Белоруссия                                                            | 5:2 (5:2) | Нидерланды                    |
| Чернецкий (9, 16 — с 12-метрового, 21), Хвалько (11), Богданович (31) | Голы      | Ден Брок (3), Ван Динтер (39) |

| 3 февраля                | \| Латвия \| 2:13 (1:4) \| Канада \| \| Коклин (32), Попенс (84) \| Голы \| Кларк (8), Мазурак (35, 46, 57), Гавраилов (39, 41 — оба с 12-метрового), Опытов (48, 65 — оба с 12-метрового, 69), Эллемент (69, 86), Наумюк (77), Белл (81) \| | Стадион: Центральный (запасное поле) Зрителей: 100 Судья: Григорий Минаев                                                                                     |
| Латвия                   | 2:13 (1:4) | Канада |
| Коклин (32), Попенс (84) | Голы | Кларк (8), Мазурак (35, 46, 57), Гавраилов (39, 41 — оба с 12-метрового), Опытов (48, 65 — оба с 12-метрового, 69), Эллемент (69, 86), Наумюк (77), Белл (81) |

| Латвия                   | 2:13 (1:4) | Канада |
| Коклин (32), Попенс (84) | Голы       | Кларк (8), Мазурак (35, 46, 57), Гавраилов (39, 41 — оба с 12-метрового), Опытов (48, 65 — оба с 12-метрового, 69), Эллемент (69, 86), Наумюк (77), Белл (81) |

### Классификационный матч за 2—3 место (Группа B)
| 4 февраля                                                                                             | \| Канада \| 9:2 (5:1) \| Венгрия \| \| Опытов (6, 41, 47, 74), Эллемент (16, 37), Мазурак (25, 55, 88) Нереализованный пенальти: Опытов (15) \| Голы \| Кордиш (32), Полгар (87) \| | Стадион: Центральный (запасное поле) Зрителей: 80 Судья: Игорь Иванов |
| Канада                                                                                                | 9:2 (5:1) | Венгрия                                                               |
| Опытов (6, 41, 47, 74), Эллемент (16, 37), Мазурак (25, 55, 88) Нереализованный пенальти: Опытов (15) | Голы | Кордиш (32), Полгар (87)                                              |

| Канада                                                                                                | 9:2 (5:1) | Венгрия                  |
| Опытов (6, 41, 47, 74), Эллемент (16, 37), Мазурак (25, 55, 88) Нереализованный пенальти: Опытов (15) | Голы      | Кордиш (32), Полгар (87) |

### Классификационный матч за 4—5 место (Группа B)
| 4 февраля  | \| Нидерланды \| 1:2 (0:1) \| Латвия \| \| Кунен (55) \| Голы \| Попенс (11), Коклин (61) \| | Стадион: Центральный (запасное поле) Зрителей: 130 Судья:Григорий Минаев |
| Нидерланды | 1:2 (0:1)                                                                                    | Латвия                                                                   |
| Кунен (55) | Голы                                                                                         | Попенс (11), Коклин (61)                                                 |

| Нидерланды | 1:2 (0:1) | Латвия                   |
| Кунен (55) | Голы      | Попенс (11), Коклин (61) |

### Итоговое положение
Команда, переходящая в группу А чемпионата мира 2013 года
| 1. | Белоруссия |
| 2. | Канада     |
| 3. | Венгрия    |
| 4. | Латвия     |
| 5. | Нидерланды |

## Группа C

### Турнирная таблица
| Место | Сборная    | И | В | Н | П | М    | +/- | Очки |
| ----- | ---------- | - | - | - | - | ---- | --- | ---- |
| 1     | Эстония    | 4 | 3 | 1 | 0 | 33—5 | 28  | 7    |
| 2     | Япония     | 4 | 2 | 1 | 1 | 25—8 | 17  | 5    |
| 3     | Кыргызстан | 4 | 0 | 0 | 4 | 1—46 | −45 | 0    |

Легенда
 Команда, переходящая в группу В чемпионата мира 2013 года

### Матчи группового этапа
| 31 января                                                            | \| Япония \| 2:6 (1:5) \| Эстония \| \| Исиока Дзин (31 — с 12-метрового)[проверить перевод], Курибаяси (57) \| Голы \| Колесников (4), Грискун (9 — с 12-метрового), Панков (16, 47), Волин (25), Кристиан Ээрме (29), \| | Стадион: Центральный (запасное поле) Зрителей: 150 Судья:Нейл Логан                             |
| Япония                                                               | 2:6 (1:5) | Эстония                                                                                         |
| Исиока Дзин (31 — с 12-метрового)[проверить перевод], Курибаяси (57) | Голы | Колесников (4), Грискун (9 — с 12-метрового), Панков (16, 47), Волин (25), Кристиан Ээрме (29), |

| Япония                                                               | 2:6 (1:5) | Эстония                                                                                         |
| Исиока Дзин (31 — с 12-метрового)[проверить перевод], Курибаяси (57) | Голы      | Колесников (4), Грискун (9 — с 12-метрового), Панков (16, 47), Волин (25), Кристиан Ээрме (29), |

| 31 января | \| Эстония \| 13:0 (7:0) \| Кыргызстан \| \| Трефов (1, 17, 45), Волин (3, 17, 32, 36), Хабаров (15, 33), Попов (26), Март Ээрме (30), Панков (34), Скляров (56) \| Голы \| \| | Стадион: Центральный (запасное поле) Зрителей: 100 Судья: Кевин Боуен |
| Эстония | 13:0 (7:0) | Кыргызстан                                                            |
| Трефов (1, 17, 45), Волин (3, 17, 32, 36), Хабаров (15, 33), Попов (26), Март Ээрме (30), Панков (34), Скляров (56) | Голы |                                                                       |

| Эстония | 13:0 (7:0) | Кыргызстан |
| Трефов (1, 17, 45), Волин (3, 17, 32, 36), Хабаров (15, 33), Попов (26), Март Ээрме (30), Панков (34), Скляров (56) | Голы       |            |

| 1 февраля  | \| Кыргызстан \| 0:13 (0:7) \| Япония \| \| \| Голы \| Исиока Гэн (9, 13, 25, 38, 40, 53), Отани (11), Курибаяси (16, 22, 36), Айхара (24), Кавагути (32), Такакура Кацуки (46) \| | Стадион: Центральный (запасное поле) Зрителей: 100 Судья: Ханс-Петер Свенссен                                            |
| Кыргызстан | 0:13 (0:7) | Япония |
|            | Голы | Исиока Гэн (9, 13, 25, 38, 40, 53), Отани (11), Курибаяси (16, 22, 36), Айхара (24), Кавагути (32), Такакура Кацуки (46) |

| Кыргызстан | 0:13 (0:7) | Япония |
|            | Голы       | Исиока Гэн (9, 13, 25, 38, 40, 53), Отани (11), Курибаяси (16, 22, 36), Айхара (24), Кавагути (32), Такакура Кацуки (46) |

| 1 февраля     | \| Кыргызстан \| 1:12 (0:6) \| Эстония \| \| Жолдшбек (60) \| Голы \| Хабаров (8, 60), Волин (10, 42, 58), Грискун (16), Март Ээрме (17, 39, 39), Трефов (19, 32), Панков (27), Кудрявцев (50) \| | Стадион: Центральный (запасное поле) Зрителей: 80 Судья: Юха-Матти Канниайнен                                            |
| Кыргызстан    | 1:12 (0:6) | Эстония |
| Жолдшбек (60) | Голы | Хабаров (8, 60), Волин (10, 42, 58), Грискун (16), Март Ээрме (17, 39, 39), Трефов (19, 32), Панков (27), Кудрявцев (50) |

| Кыргызстан    | 1:12 (0:6) | Эстония |
| Жолдшбек (60) | Голы       | Хабаров (8, 60), Волин (10, 42, 58), Грискун (16), Март Ээрме (17, 39, 39), Трефов (19, 32), Панков (27), Кудрявцев (50) |

| 2 февраля                 | \| Эстония \| 2:2 (1:2) (по пенальти 3:0) \| Япония \| \| Грискун (30), Панков (53) \| Голы \| Исиока Гэн (24), Тэрасима (25) \| | Стадион: Центральный (запасное поле) Зрителей: 90 Судья: Кевин Боуен |
| Эстония                   | 2:2 (1:2) (по пенальти 3:0) | Япония                                                               |
| Грискун (30), Панков (53) | Голы | Исиока Гэн (24), Тэрасима (25)                                       |

| Эстония                   | 2:2 (1:2) (по пенальти 3:0) | Япония                         |
| Грискун (30), Панков (53) | Голы                        | Исиока Гэн (24), Тэрасима (25) |

| 2 февраля | \| Япония \| 8:0 (3:0) \| Кыргызстан \| \| Айхара (11 — с 12-метрового), Курибаяси (13, 59), Кавагути (18, 32, 46), Исиока Гэн (43, 47) Нереализованные пенальти: Хаттори (3), Такуно (57) \| Голы \| \| | Стадион: Центральный (запасное поле) Зрителей: 80 Судья: Андрей Токмаков |
| Япония | 8:0 (3:0) | Кыргызстан                                                               |
| Айхара (11 — с 12-метрового), Курибаяси (13, 59), Кавагути (18, 32, 46), Исиока Гэн (43, 47) Нереализованные пенальти: Хаттори (3), Такуно (57) | Голы |                                                                          |

| Япония | 8:0 (3:0) | Кыргызстан |
| Айхара (11 — с 12-метрового), Курибаяси (13, 59), Кавагути (18, 32, 46), Исиока Гэн (43, 47) Нереализованные пенальти: Хаттори (3), Такуно (57) | Голы      |            |

### Классификационный матч за 2—3 место (Группа С)
| 4 февраля                                                                            | \| Япония \| 4:0 (3:0) \| Кыргызстан \| \| Исиока Гэн (10, 27, 53), Курибаяси (19) Нереализованный 12-метровый: Исиока Гэн (60) \| Голы \| \| | Стадион: Медео Зрителей: 50 Судья: Кевин Боуэн |
| Япония                                                                               | 4:0 (3:0) | Кыргызстан                                     |
| Исиока Гэн (10, 27, 53), Курибаяси (19) Нереализованный 12-метровый: Исиока Гэн (60) | Голы |                                                |

| Япония                                                                               | 4:0 (3:0) | Кыргызстан |
| Исиока Гэн (10, 27, 53), Курибаяси (19) Нереализованный 12-метровый: Исиока Гэн (60) | Голы      |            |

### Итоговое положение
Команда, переходящая в группу B чемпионата мира 2013 года
| 1. | Эстония    |
| 2. | Япония     |
| 3. | Кыргызстан |